# Кольцевая линия (Минск)
Кольцева́я ли́ния (бел. Кальцавая лінія) — проектируемая четвёртая линия метрополитена в Минске. Трасса линии запланирована кольцевой и на значительном протяжении пройдет под улицами второго транспортного кольца Минска. Строительство первого пускового участка запланировано на 2035—2040 годы.

## История проектирования
Первоначальным проектом развития Минского метрополитена предусматривалось строительство всего трёх линий, в виде взаимно пересекающихся диаметров с тремя пересадочными узлами в центральной части города. В более поздних проектах была предусмотрена четвёртая линия, которая должна была в перспективе соединить микрорайоны Чижовка и Серебрянка с жилыми районами северной части города. Трасса линии была запроектирована в обход центра города по улицам восточной половины второго транспортного кольца.
Линия должна была начинаться в микрорайоне Чижовка, далее проходить через микрорайон Серебрянка к автовокзалу «Восточный» и по улице Кошевого выходить к Минскому тракторному заводу, где предполагался пересадочный узел со второй линией метрополитена. Затем, через район улицы Уральская, выходить на улицу Академическая и следовать к Академии наук, где планировалась пересадка на первую линию. Далее линия должна была выходить на улицу Сурганова и следовать по ней до площади Бангалор с организацией там пересадки на третью линию.
Трассировка дальнейшей, северной, части линии в различных проектах развития метрополитена неоднократно изменялась. Согласно схеме конца 1990-х годов после площади Бангалор планировалось повернуть трассу четвёртой линии в сторону перспективных жилых районов в окрестностях посёлка Новинки. Позднее, с учётом интенсивного развития северной части проспекта Победителей, в качестве основного стал рассматриваться вариант вывода четвёртой линии по улице Орловской до микрорайона Веснянка с последующим поворотом к спорткомплексу «Минск-Арена». В 2014 году Минскметропроект обнародовал план развития четвёртой линии предусматривавший возможность её дальнейшего продления через западную и южную части города до автовокзала Восточный с целью замыкания в кольцо.
В 2015 году в рамках корректировки генерального плана Минска была разработана новая «Генеральная схема развития метрополитена», в которой трасса четвёртой линии была существенно изменена. Вместо ветки соединяющей Веснянку с Чижовкой, была запроектирована полноценная кольцевая линия, лишь частично, на своем северном и восточном участках, повторяющая старый маршрут, от ответвлений в сторону «Минск-Арены» и Чижовки было решено отказаться. Общая длина линии составит 25,4 километра. На своём протяжении линия дважды пересечёт реку Свислочь. Для обслуживания поездов четвёртой линии намечено строительство двух метродепо — в промзонах Тракторного завода и по улице Ольшевского.
В том же 2015 году топонимическая комиссия Мингорисполкома вынесла на обсуждение наименования проектируемых станций Минского метрополитена, в том числе и наименования 12-ти станций четвёртой линии в конфигурации от микрорайона Чижовка до «Минск-Арены». Многие из предложенных названий вызвали критику среди краеведов, журналистов и жителей Минска, однако были утверждены практически без изменений. В связи с корректировкой маршрута линии, в 2017 году было проведено дополнительное обсуждение, по итогам которого получили наименования вновь запроектированные станции.

## Станции
Всего на четвёртой линии планируется построить 17 станций, 6 из которых образуют пересадочные узлы со станциями остальных трёх линий.
| Проектное название    | Утверждённое название | Утверждённое название | Пересадка на                   | Местоположение                                                                       |
| Проектное название    | на русском            | на белорусском        | Пересадка на                   | Местоположение                                                                       |
| --------------------- | --------------------- | --------------------- | ------------------------------ | ------------------------------------------------------------------------------------ |
| Притыцкого            | Тивали́                | Цівалі́                | ➜ Пушкинская                   | пересечение улицы Притыцкого с проспектом Пушкина                                    |
| Ольшевского           | Ольше́вская            | Альшэ́ўская            |                                | пересечение улицы Ольшевского с проспектом Пушкина                                   |
| Веснянка              | Весня́нка              | Вясня́нка              | ➜ Пушкинский (в перспективе)   | на улице Орловской, между пересечениями с улицей Тимирязева и проспектом Победителей |
| Старовиленская        | Старови́ленский Шлях   | Стараві́ленскі Шлях    | ➜ 3, 4, 5                      | пересечение Старовиленского тракта с улицей Орловской                                |
| Орловская             | Ки́евский сквер        | Кі́еўскі сквер         |                                | пересечение улиц Орловской и Гая                                                     |
| парк Дружбы Народов   | Макси́ма Богдано́вича   | Максі́ма Багдано́віча   | ➜ Парк Дружбы народов          | площадь Бангалор, пересечение улицы Богдановича с улицами Орловской и Сурганова      |
| Сурганова             | Политехни́ческая       | Політэхні́чная         | ➜ 1, 5, 6, 11                  | пересечение улиц Сурганова и Якуба Коласа                                            |
| Дом печати            | Друка́рская            | Друка́рская            | ➜ Академия наук                | пересечение проспекта Независимости с улицей Сурганова                               |
| Платонова             | Ботани́ческий Сад      | Батані́чны Сад         |                                | пересечение улиц Платонова и Академической                                           |
| Уральская             | Слепя́нка              | Сляпя́нка              |                                | пересечение улиц Уральской и Фроликова                                               |
| Долгобродская         | Долгобро́дская         | Даўгабро́дская         | ➜ Тракторный завод, 3, 6, 7, 9 | пересечение улиц Долгобродской и Олега Кошевого                                      |
| автовокзал Восточный  | Серебря́нка            | Серабра́нка            | ➜ в перспективе                | пересечение улицы Ванеева с улицей Олега Кошевого и проспектом Рокоссовского         |
| Денисовская           | Ко́зырево              | Ко́зырава              | ➜ Минск-Южный                  | на улице Великоморской, в районе железнодорожной станции «Минск Южный»               |
| Минск-Мир             | Проспе́кт Ми́ра         | Праспе́кт Мі́ру         | ➜ Аэродромная                  | пересечение проспекта Мира с улицей Николы Теслы                                     |
| Жукова                | Локомоти́вная          | Лакаматы́ўная          | ➜ Столичный, в перспективе     | в районе остановочного пункта «Столичный»                                            |
| проспект Дзержинского | Бересте́йская          | Берасце́йская          | ➜ Михалово                     | пересечение улиц Уманской и Гурского с проспектом Дзержинского                       |
| Харьковская           | Ту́чинка               | Ту́чынка               | ➜ в перспективе                | пересечение улиц Харьковской и Пономаренко с проспектами Пушкина и Жукова            |

## Перспективы

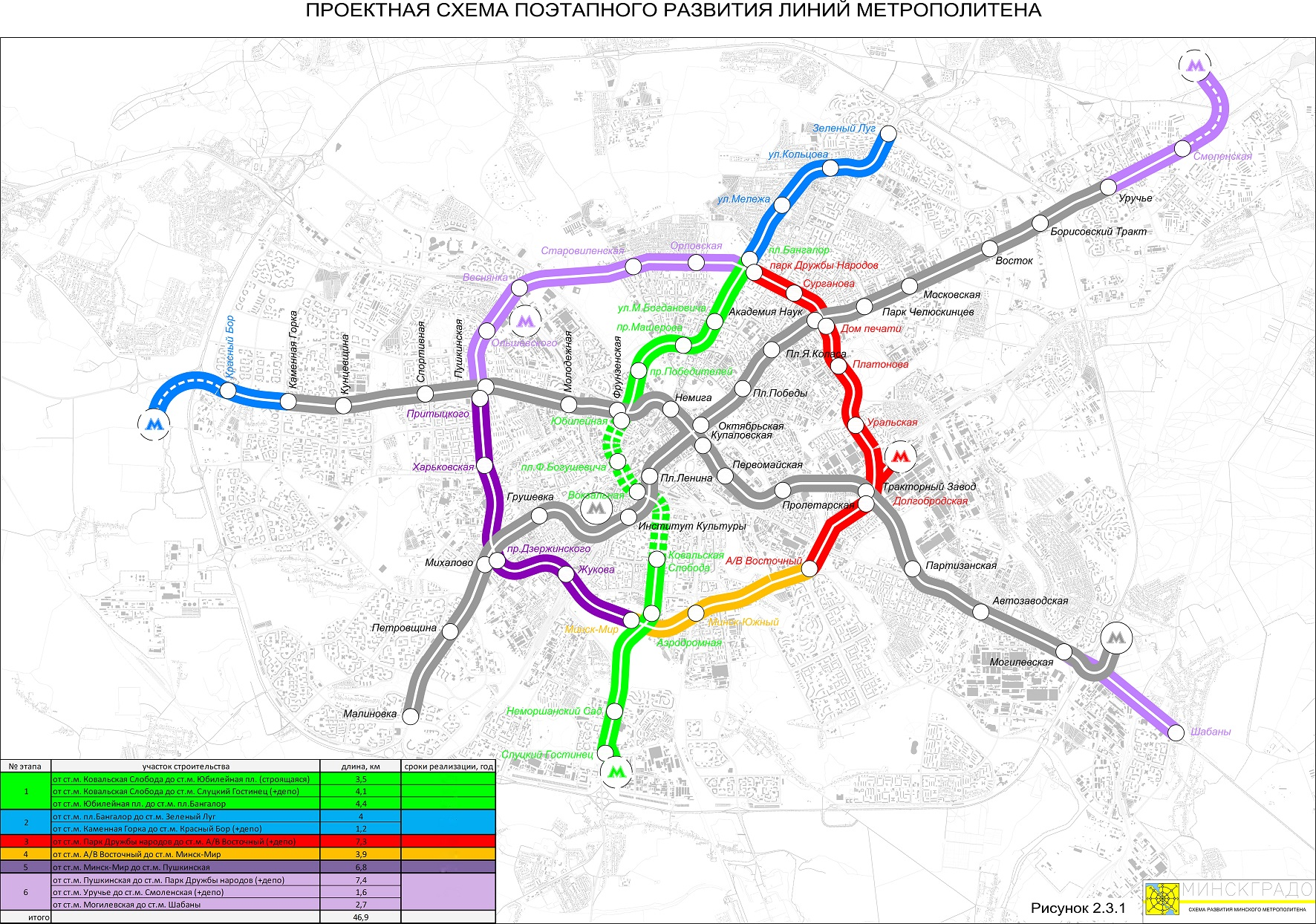
Проектная схема поэтапного развития линий метрополитена, 2016 год

Рассматривалась возможность начала строительства четвёртой линии на участке от станции «Парк Дружбы народов» до станции «Дом печати» и далее в сторону Тракторного завода сразу же после ввода в эксплуатацию участка третьей линии до площади Бангалор, однако от этих планов было решено отказаться в пользу первоначального завершения третьей линии. Реализацию проекта четвёртой кольцевой линии метрополитена планируется начать с участка от станции «Старовиленская» («Старовиленский шлях») до станции «Дом печати» («Друкарская») в 2035—2040 годах.
В конструкции станции «Аэродромная» Зеленолужской линии предусмотрены заделы под переходы на станцию «Проспект Мира» четвёртой линии. Также переход на станцию четвёртой линии «Максима Богдановича» предусмотрен в проекте станции «Парк Дружбы народов». Кроме того, рядом с этой станцией запланирована служебная соединительная ветвь между третьей и четвёртой линиями, для чего в тоннеле при подъезде со стороны станции «Комаровская» будет сооружён задел под камеру съездов.
При разработке градостроительных проектов детального планирования территорий Минска, по которым в перспективе пройдёт четвёртая линия метрополитена, предусматриваются ограничения строительства в технических зонах тоннелей и резервирование места под строительство станций.